# Charles Butler
Charles Thomas „Tom” Butler (ur. 11 czerwca 1932 w Saranac Lake, zm. 21 listopada 2019 na Florydzie) – amerykański bobsleista, srebrny medalista igrzysk olimpijskich i czterokrotny medalista mistrzostw świata.

## Kariera
Pierwszy sukces w karierze Charles Butler osiągnął w 1956 roku, kiedy wspólnie z Williamem Dodge’em, Arthurem Tylerem i Jamesem Lamym zajął trzecie miejsce w czwórkach podczas igrzysk olimpijskich w Cortinie d’Ampezzo. Rok później, na mistrzostwach świata w St. Moritz, reprezentacja USA w składzie: Arthur Tyler, John Cole, Robert Hagemes i Charles Butler zdobyła kolejny brązowy medal, a Tyler i Butler wywalczyli też srebro w dwójkach. Ostatnie sukcesy osiągnął podczas mistrzostw świata w St. Moritz w 1959 roku, gdzie razem z Tylerem, Garym Sheffieldem i Parkerem Voorisem zwyciężył w czwórkach, a w parze z Tylerem był też trzeci w dwójkach.